# 대시류
대시류(大翅類, Macrolepidoptera) 또는 대형나방류는 나비목에 속하는 곤충 분류군의 하나이다. 자연분류군이 아닌 것으로 생각되었으나 최근 단계통군으로 확인되면서 대형나방군(Macroheterocera)으로 명명되었다. 전통적으로 "미소나방류"(Microlepidoptera)와 대비하여 큰 나비와 나방을 지칭하는 데 사용한다.
대형나방류에 포함되는 상과는 아래와 같다.
- 미말로상과 (Mimallonoidea)
- 솔나방상과 (Lasiocampoidea)
- 누에나방상과 (Bombycoidea)
- 밤나방상과 (Noctuoidea)
- 갈고리나방상과 (Drepanoidea)
- 자나방상과 (Geometroidea)
- 황금나방상과 (Cimelioidea) - 이전의 Axioidea
- 뿔나비나방상과 (Calliduloidea)
- 미국나방나비상과 (Hedyloidea)
- 팔랑나비상과 (Hesperioidea)
- 호랑나비상과 (Papilionoidea)

마지막의 3개 상과는 나비(Rhopalocera)로도 분류한다.